# Jean-Baptiste de Machault d’Arnouville
Jean-Baptiste de Machault d’Arnouville, hrabia d'Arnouville, pan (seigneur) de Garge de Gonesse (ur. 13 grudnia 1701 w Paryżu, zm. 12 lipca 1794 tamże) – francuski polityk.

## Życiorys
Jego ojcem był Louis Charles de Machault d'Arnouville, szef policji Paryża (lieutenant général de police). Jean-Baptiste de Machault d’Arnouville wywodził się z rodziny prawniczej, osiadłej w stolicy Francji od początku XVI wieku, której liczni przedstawiciele zasiadali w parlamencie paryskim. W 1737 poślubił Geneviève Louise Rouillé du Coudray (1717–1794). Mieli czterech synów:
1. Louis (1737–1820), biskup Amiens;
2. Armand (1739–1827), pułkownik regimentu dragonów z Langwedocji;
3. Alexandre Jean Baptiste (ur. 1741);
4. Charles (1747–1830).

20 czerwca 1721 został radcą parlamentu paryskiego. Potem współpracował z kanclerzem d’Aguesseau, który go bardzo cenił. D'Arnouville został szybko prezydentem wielkiej rady państwowej (Grand Conseil) i pozostawał nim w okresie 22 I 1738 do 1742). Następnie intendent prowincji Hainaut w Valenciennes od 1 marca 1743; na to stanowisko rekomendował go hrabia d’Argenson. Do innych przyjaciół d'Arnouville'a zaliczali się: Guillaume-François Joly de Fleury i Daniel-Charles Trudaine. Francuska Akademia Nauk przyjęła go w swe szeregi w 1746.
Gdy poprzedni generalny kontroler finansów Philibert Orry popadł w niełaskę u Madame Pompadour, na to stanowisko wybrano d'Arnouville'a, który pozostawał na nim od 6 grudnia 1745 do 30 lipca 1754. D'Arnouville musiał uporać się z niedostatkiem funduszy państwowych, spowodowanym kosztowną wojną o sukcesję austriacką (1741–1748). D'Arnouville zaproponował nowy system pobierania podatków bezpośrednich, który przy konsekwentnym wdrożeniu mógłby zapobiec rewolucji roku 1789.
W okresie 30 kwietnia 1749 – 1 lutego 1757 był francuskim Sekretarzem Floty i Kolonii. Jego dotychczasowy protektor Marc-Pierre de Voyer de Paulmy d’Argenson zaczął go po jakimś czasie sekretnie zwalczać. D'Arnouville pozostał na pocieszenie ministrem floty.
Gdy w 1774 Ludwik XVI zasiadł na tronie, planował początkowo uczynić go ministrem spraw zagranicznych, lecz wskutek intryg stanowisko to objął w końcu Emmanuel Armand de Vignerot du Plessis. Po wybuchu rewolucji w 1789 Jean-Baptiste ukrył się w zamku w Thoiry. Syn D'Arnouville'a, Louis, biskup Amiens odmówił podpisania Konstytucji Cywilnej Kleru i wyemigrował. 93-letni Jean-Baptiste Machault d'Arnouville został aresztowany w Rouen i zamknięty w 1794 w więzieniu des Madelonnettes, gdzie zmarł wkrótce potem.